# Fridays for Hubraum
Fridays for Hubraum ist eine am 22. September 2019 gegründete Facebook-Gruppe aus Deutschland, welche sich als Gegenposition zu Fridays for Future versteht und sich für den automobilen Individualverkehr speziell mit Verbrennungsmotoren einsetzt.

## Geschichte
Die Gruppe wurde am 22. September 2019 von dem Kfz-Meister und Autotuner Christopher Grau im sozialen Netzwerk Facebook gegründet. Ursprünglich handelte es sich dabei laut eigenen Aussagen um einen „Witz“, der jedoch schnell viel Zulauf durch Neuanmeldungen fand. Bis zum 24. September 2019 erreichte die Gruppe mehr als 74.000 Benutzerkonten, bis zum 30. September 510.000. Am 4. Oktober 2019 wurden über 540.000 Benutzerkonten gezählt, ab dann ist der Zuwachs deutlich verlangsamt.
Im Widerspruch zum wissenschaftlichen Konsens zum Klimawandel, antwortete der Initiator der Gruppe in einem Spiegel-Interview im Oktober 2019, es gebe „im Bereich der Forschung Messungen, die einen kausalen Zusammenhang zwischen mittlerer Erdtemperatur und CO2 gänzlich ausschließen.“
Zur ersten Demonstration von Fridays for Hubraum, die von Helmut Bauer am 11. Januar 2020 in Leipzig initiiert wurde, erschienen nur wenige Teilnehmer. Im  Oktober 2024 hatte die private Facebook-Gruppe etwas mehr als 447.000 Mitglieder.

## Moderation der Gruppe
Aufgrund der Anzahl von inakzeptablen Beiträgen, die in der Presse vielfach hervorgehoben wurden, stellte die Administration der Gruppe den Status auf „nichtöffentlich“. Dadurch wurden Beitritte nicht mehr automatisch bestätigt, wodurch das Wachstum der Gruppe deutlich gebremst wurde. Es gelang jedoch weiterhin nicht, unerwünschte Beiträge zeitnah zu löschen. Daher wurde die Gruppe am 25. September 2019 auf den Status „archiviert“ gestellt, sodass nur noch Administratoren darauf zugreifen können. Nach Kommentar-Bereinigung wurde die Gruppe am 27. September 2019 wieder freigeschaltet, jedoch nicht mehr als öffentliche, sondern als nichtöffentliche Gruppe.
Während der Stilllegung entstanden weitere Facebookgruppen mit ähnlichem Namen, die sich auf „Fridays for Hubraum“ bezogen.

## Öffentliche Rezeption
Über Fridays for Hubraum wurde meist vor dem Hintergrund berichtet, dass Mitglieder der Gruppe „rechtes Gedankengut“ erkennen ließen und Hasskommentare insbesondere über die schwedische Klimaaktivistin Greta Thunberg schrieben, die von Beleidigungen bis hin zu Gewaltaufrufen wie Vergewaltigungs- und Morddrohungen gegen sie reichten. Grau distanzierte sich davon: „Kanalisiert eure Wut doch bitte nicht auf ein 16 Jahre altes Mädchen, was soll sowas? Und Rechte Hetze geht gar nicht!!“ Es handele sich dabei angeblich nur um eine Minderheit der Mitglieder.
Die Landtagsfraktion der AfD Sachsen und andere AfD-Politiker warben seit den Anfängen von Fridays for Hubraum für diese Gruppe. Ferner schalteten AfD-Mitglieder bezahlte Anzeigen für sie. Am 4. Oktober 2019 gab die AfD-Führung bekannt, dass sie die Facebook-Gruppe Fridays for Hubraum unterstützen wolle.